# Aphelinoidea roja
Aphelinoidea roja is een vliesvleugelig insect uit de familie Trichogrammatidae. De wetenschappelijke naam is voor het eerst geldig gepubliceerd in 2005 door Triapitsyn, Walker & Bayoun.